# Ниспоренски район
Ниспоренски район (на румънски: Raionul Nisporeni) е разположен в Централна Молдова, с площ 629 км2. Негов административен център е град Ниспорен. Населението на района през 2004 година е 64 924 души.

## География

### Населени места
Района се състои от 39 населени места – 1 град и 38 села разделени в 22 комуни (общини).

## Население
Етнически състав
От 64 924 души (2004):
- 60 774 – молдовци
- 1147 – цигани
- 339 – руснаци
- 223 – украинци
- 28 – българи
- 17 – гагаузи
- 4 – поляци
- 1 – евреин
- 62 – други националности